# Betula kweichowensis
Betula kweichowensis — вид растений рода Берёза (Betula) семейства Берёзовые (Betulaceae). Русскоязычное название в авторитетных источниках не найдено, видовой эпитет происходит от устаревшего названия китайской провинции Гуйчжоу, для которой использовалось англоязычная транскрипция Kweichow. Известна также под синонимичным названием Берёза замечательная (Betula insignis).

## Распространение и экология
В природе ареал вида охватывает Китай — провинции Хубэй, Гуйчжоу и Сычуань
Произрастает в горах на высоте 1400—3600 м над уровнем моря.

## Ботаническое описание
Дерево высотой до 15 м при диаметре ствола до 0,8 м. Кора бурая, гладкая.
Листья почти кожистые, у основания округлые, слегка неравнобокие, яйцевидно-ланцетные, заострённые или короткозаострённые, по краю тонко-мелкопильчатые, длиной до 14 см, шириной 6 см, с 12—14 парами жилок, сверху мелкоморщинистые, снизу бледные, часто железисто-точечные, с волосистыми черешками длиной 15—18 мм.
Плодущие серёжки на веточках с 1—2 листьями, почти сидячие, почти цилиндрические, длиной 4—6 см, диаметром 1,5 см. Прицветные чешуйки опушённые, у основания широко-округлые, лопасти широколанцетные, от основания одинаковой ширины, средняя вдвое длиннее боковых.
Орешек (плод) продолговатый, к концам заострённый; крылья уже орешка.

## Классификация

### Таксономия[2]
Betula kweichowensis  Hu, 1932, Sert. Tiansch. : 72
Вид Betula kweichowensis относится к роду Берёза (Betula) семейства Берёзовые (Betulaceae) порядка Букоцветные (Fagales). Кладограмма в соответствии с Системой APG IV по состоянию на июнь 2023 года:
|  |                                      |  |                                   |                                   |                     |  | ещё 6 семейств | ещё 6 семейств |                          |  |  |  | еще 88 подтвержденных видов и 81 таксон, ожидающих подтверждения |
|  |                                      |  |                                   |                                   |                     |  | ещё 6 семейств | ещё 6 семейств |                          |  |  |  | еще 88 подтвержденных видов и 81 таксон, ожидающих подтверждения |
|  |                                      |  |                                   | порядок Букоцветные               |                     |  |                |                | род Берёза               |  |  |  |                                                                  |
|  |                                      |  |                                   | порядок Букоцветные               |                     |  |                |                | род Берёза               |  |  |  |                                                                  |
|  | отдел Цветковые, или Покрытосеменные |  |                                   |                                   | семейство Берёзовые |  |                |                | вид Betula kweichowensis |  |  |  |                                                                  |
|  | отдел Цветковые, или Покрытосеменные |  |                                   |                                   | семейство Берёзовые |  |                |                |                          |  |  |  |                                                                  |
|  |                                      |  | ещё 63 порядка цветковых растений | ещё 63 порядка цветковых растений |                     |  |                | ещё 5 родов    | ещё 5 родов              |  |  |  |                                                                  |
|  |                                      |  |                                   | ещё 63 порядка цветковых растений |                     |  |                |                | ещё 5 родов              |  |  |  |                                                                  |